# Milan Merkl
Milan Merkl, né le 10 février 1935, est un ancien joueur tchécoslovaque de basket-ball. 

## Palmarès
- Finaliste du championnat d'Europe 1955
- 3e du championnat d'Europe 1957